# Ульріш Ле Пен
Ульріш Ле Пен (фр. Ulrich Le Pen, нар. 23 січня 1974, Оре) — французький футболіст, що грав на позиції півзахисника за низку французьких футбольних команд.

## Ігрова кар'єра
У дорослому футболі дебютував 1990 року виступами за команду «Ренн», в якій провів сім сезонів, взявши участь у 99 матчах чемпіонату. 
Згодом з 1997 по 2001 рік провів по два роки у складі команд «Лаваль» та «Лор'ян», а восени 2001 року за орієнтовні 2 мільйони євро перебрався до англійського «Іпсвіч Таун». В Англії не заграв і влітку наступного року на правах оренди повернувся на батьківщину, ставши гравцем «Страсбура». А ще за рік уклав зі «Страсбуром» повноцінний контракт.
Пізніше протягом 2006–2009 років грав за «Лор'ян», а завершував ігрову кар'єру в «Лавалі», у складі якого вже виступав раніше. Повернувся до цієї команди 2009 року і захищав її кольори до припинення виступів на професійному рівні у 2010.

## Титули і досягнення
- Володар Кубка французької ліги (1):

«Страсбур»: 2004-2005